# Gadolinium
Gadolinium is een scheikundig element met symbool Gd en atoomnummer 64. Het is een zilverwit lanthanoïde.

## Ontdekking
In 1880 merkte de Zwitserse chemicus Jean Charles Galissard de Marignac op dat het materiaal dat in die tijd bekendstond als didymium en het mineraal gadoliniet een overeenkomende spectrumlijn vertoonde, die later werd toegeschreven aan gadolinium. In 1886 isoleerde Paul Émile Lecoq de Boisbaudran voor het eerst gadoliniumoxide uit het mineraal. Het duurde echter tot het begin van de 20e eeuw voordat Georges Urbain metallisch gadolinium kon isoleren. Deze Franse chemicus heeft tussen 1895 en 1912 een aantal elementen voor het eerst kunnen isoleren door middel van fractionele destillatie.
Gadolinium is vernoemd naar de Finse chemicus en geoloog Johan Gadolin.

## Toepassingen
Zowel in de industrie als in de medische wetenschap wordt gadolinium gebruikt voor uiteenlopende toepassingen:
- In magnetrons en de microgolftechnologie wordt gadolinium-yttrium-granaat (GYG) gebruikt.[1]

- In beeldbuizen wordt gadolinium gebruikt als fosforescent.[1]
- In meerdere legeringen wordt gadolinium gebruikt om eigenschappen van metalen te verbeteren; het toevoegen van 1% gadolinium aan ijzer- en chroomlegeringen maakt het materiaal bestand tegen hoge temperaturen en roest.[1]
- Compact discs bevatten gadolinium.
- Contrastmiddel bij MRI-scans. Middelen zoals Gadobutrol of een oplossing van het gadoliniumcomplex in DTPA worden aan vermoedelijke kankerpatiënten gegeven. Door lokale veranderingen in het vaatbed van het kankerweefsel en vanwege het grote paramagnetische moment van het Gd3+-ion worden deze weefsels veel beter zichtbaar in een MRI-scan. Na afloop van het onderzoek wordt het complex geleidelijk door de nieren uitgescheiden. Gadoxetaat is ook een contrastmiddel. Het bindt zich gemakkelijker aan gezond nierweefsel dan aan kankercellen of beschadigd weefsel. Ook wordt gadolinium gebruikt om bloedvaten zichtbaar te maken.
- Gadolinium wordt soms toegevoegd in splijtstofstiften voor kernreactoren gebruikmakend van de uitzonderlijk hoge werkzame doorsnede van de oneven isotopen 155 en 157 voor thermische neutronen. Aldus is het de bedoeling de hoge initiële reactiviteit van een nieuwe kernlading tijdelijk te onderdrukken tot het grootste deel van de oneven gadoliniumisotopen door neutronenvangst omgezet is in even isotopen.

## Opmerkelijke eigenschappen
Gadolinium is een zilverwit buigzaam en makkelijk te vervormen metaal met een metallieke glans. Bij standaard temperatuur en druk heeft het een compacte hexagonale kristalstructuur in alfavorm. Bij verhitting boven 1535 K verandert dat in de lichaamscentrische kubische bètavorm. Gadolinium reageert minder makkelijk met zuurstof dan de meeste andere lanthanoïden. Het reageert langzaam met water en lost op in de meeste verdunde zuren.
Gadolinium heeft een elektronenconfiguratie [Xe]4f75d16s2. Zoals de meeste elementen van de lanthanoïdereeks heeft het de neiging de drie buitenste elektronen af te staan (gadoliniumchemie wordt hier geheel door beheerst). Het vormt Gd3+-ionen met een [Xe]4f7 configuratie. Hiermee is de f-schil precies halfvol. Volgens de regel van Hund heeft de hoge spintoestand met alle elektronspins parallel en spinkwantumgetal S=7/2 de laagste energie. Dit is het hoogste spinkwantumgetal van enig ion.
In het element kunnen de magnetische momenten van de individuele atomen koppelen. Gadolinium is daarom een van de vier ferromagnetische metalen, naast ijzer, nikkel en kobalt. Hoewel het magnetisch moment bijzonder groot is, is de koppeling niet bijzonder sterk. Het curiepunt ligt rond kamertemperatuur.

## Verschijning
In de natuur komt gadolinium niet voor als vrij element, maar het komt voor in meerdere mineralen waarin ook andere lanthanoïden worden aangetroffen zoals gadoliniet, monaziet en bastnäsiet. De meeste gebruikte isolatiemethode is reductie van watervrij gadoliniumfluoride met calcium.

## Isotopen
| Stabielste isotopen | Stabielste isotopen | Stabielste isotopen      | Stabielste isotopen      | Stabielste isotopen      | Stabielste isotopen      |
| Iso                 | RA (%)              | Halveringstijd           | VV                       | VE (MeV)                 | VP                       |
| ------------------- | ------------------- | ------------------------ | ------------------------ | ------------------------ | ------------------------ |
| 148Gd               | syn                 | 74,6 j                   | α                        | 3,271                    | 144Sm                    |
| 150Gd               | syn                 | 1,79·106 j               | α                        | 2,809                    | 146Sm                    |
| 152Gd               | syn                 | 1,08·1014 j              | α                        | 2,205                    | 148Sm                    |
| 154Gd               | 2,18                | stabiel met 90 neutronen | stabiel met 90 neutronen | stabiel met 90 neutronen | stabiel met 90 neutronen |
| 155Gd               | 14,80               | stabiel met 91 neutronen | stabiel met 91 neutronen | stabiel met 91 neutronen | stabiel met 91 neutronen |
| 156Gd               | 20,47               | stabiel met 92 neutronen | stabiel met 92 neutronen | stabiel met 92 neutronen | stabiel met 92 neutronen |
| 157Gd               | 15,65               | stabiel met 93 neutronen | stabiel met 93 neutronen | stabiel met 93 neutronen | stabiel met 93 neutronen |
| 158Gd               | 24,84               | stabiel met 94 neutronen | stabiel met 94 neutronen | stabiel met 94 neutronen | stabiel met 94 neutronen |
| 160Gd               | 21,86               | stabiel met 96 neutronen | stabiel met 96 neutronen | stabiel met 96 neutronen | stabiel met 96 neutronen |

Gadolinium komt in zes stabiele isotopen voor in de natuur. Daarnaast komt er één radioactieve isotoop voor met een halveringstijd van 1,08·1014 jaar. In totaal zijn er 30 radio-isotopen bekend.

## Toxicologie en veiligheid
Van gadolinium is bekend dat het leverschade kan aanrichten bij langdurige blootstelling. Aangezien het gebruik van gadolinium aanzienlijk is (bijvoorbeeld voorheen, als fosforescent in beeldbuizen) is dat een belangrijke reden om het materiaal zorgvuldig te behandelen. MRI-contrastmiddelen gebaseerd op gadolinium, zoals gadobutrol, lijken bij toepassing bij patiënten met een zeer slechte nierfunctie een soort sclerodermie te kunnen veroorzaken: nefrogene systemische fibrose.